# Palácio do Priorado

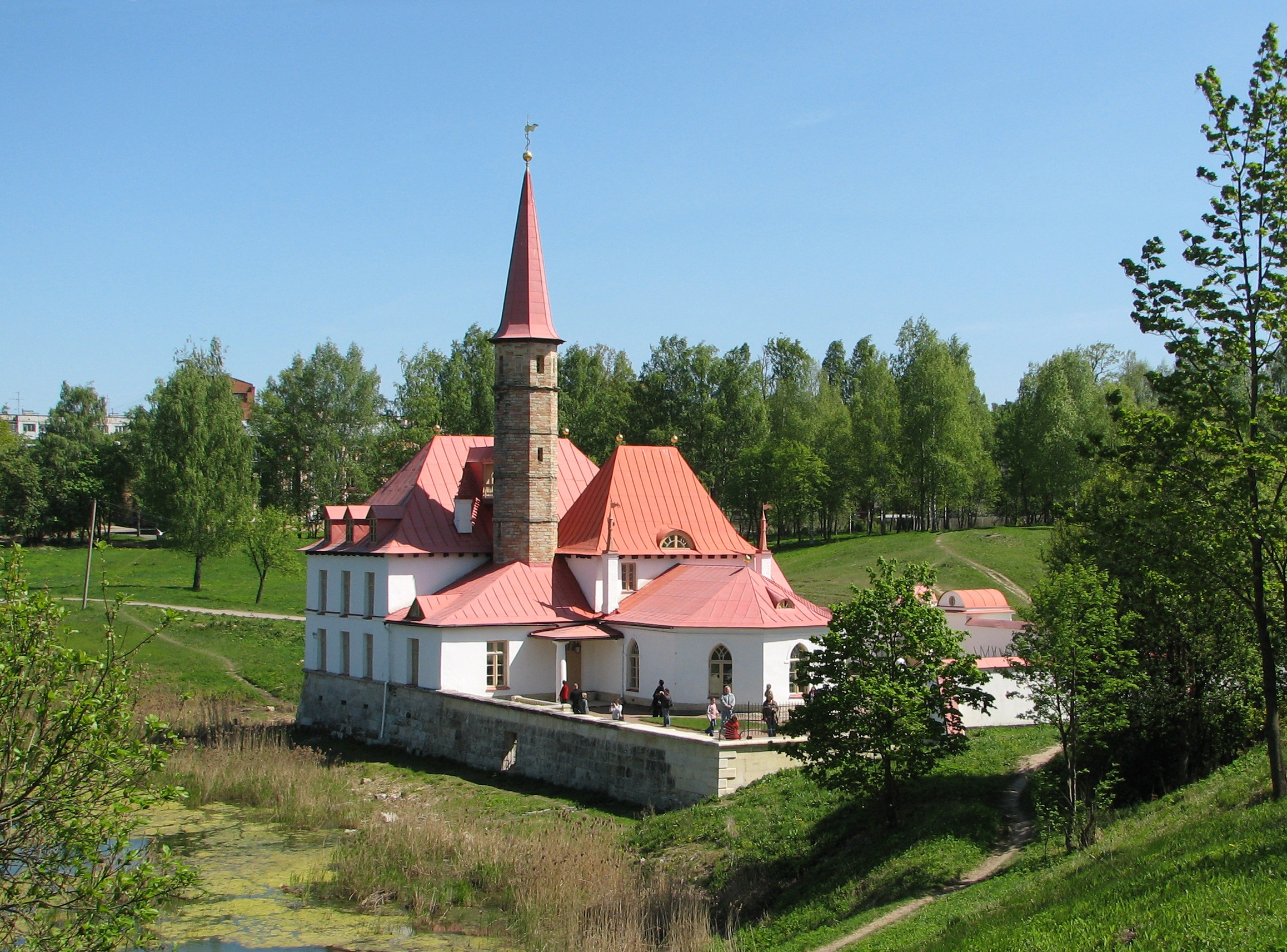
Vista geral do Palácio do Priorado.

O Palácio do Priorado (em russo:  Приора́тский дворец ou Приоратский замок) é um palácio original que se ergue em Gatchina. Muitas vezes chamado simplesmente de Priorado, ou em francês:  prieuré — pequeno mosteiro, propriedade monástica. Foi construído em 1799, pelo arquitecto Nikolay Lvov, na margem do Lago Negro (Chyornoye ozero / Чёрное озеро).  Erguido para o Grão-Priorado Russo da Ordem de São João, foi oferecido à Ordem por um decreto de Paulo I da Rússia datado de 23 de Agosto de 1799. No século XX, viu o seu nome mudado de Palácio do Priorado para Priorado.

## História

### Criação do palácio

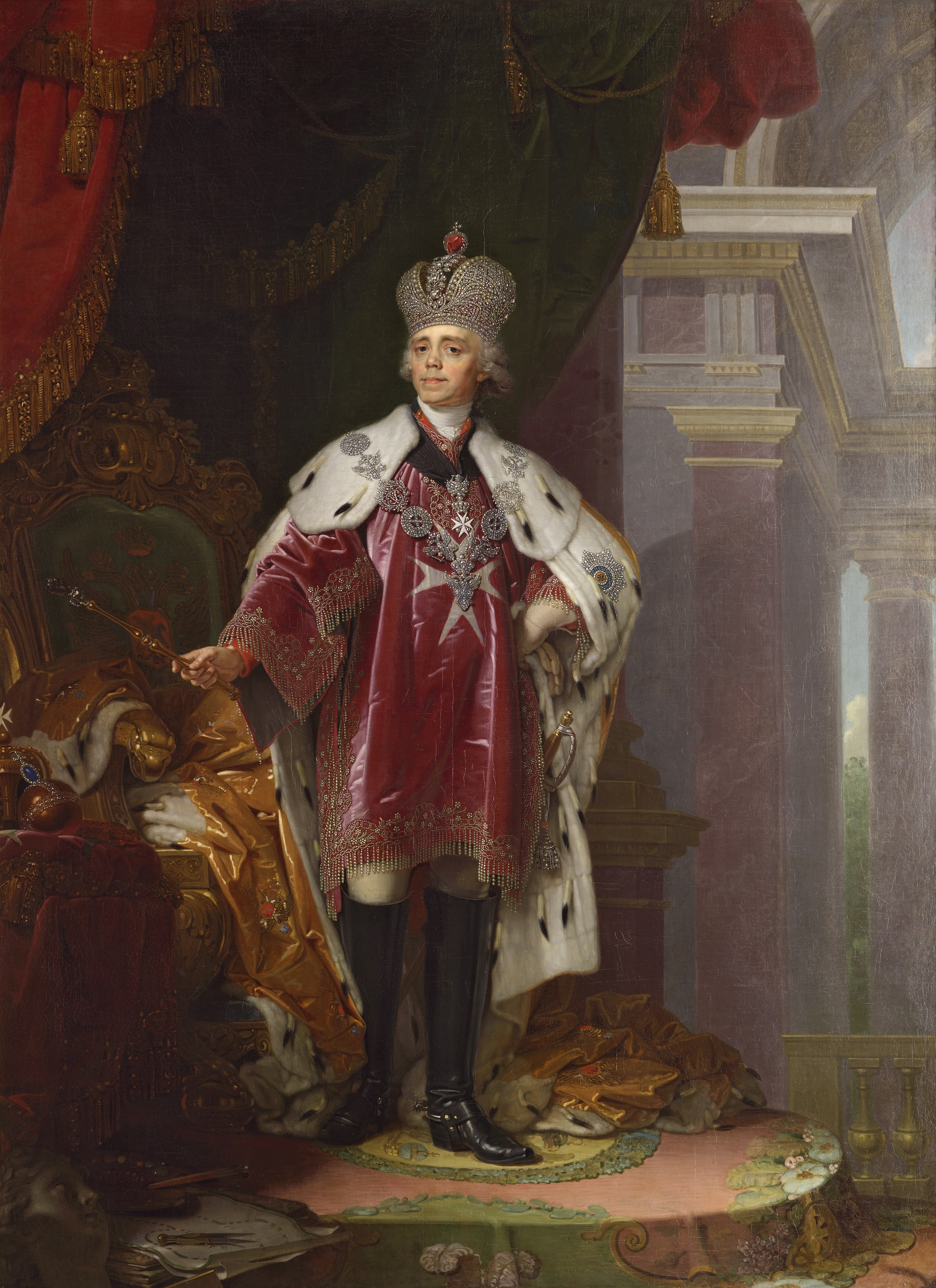
Retrato de Paulo I como Grão-Mestre da Ordem de Malta, por Vladimir Borovikovsky.

A criação do palácio está ligada à história da Europa do final do século XVIII. Como resultado da Revolução Francesa, a Ordem de Malta perdeu muitas das suas participações. A Ordem pediu ajuda a Paulo I, recém-chegado ao trono da Rússia. Em Janeiro de 1797, o imperador assinou a convenção em que foi criado o "Grão-Priorado" da Ordem de Malta. Para acomodar a administração do Priorado, foi entregue à Ordem o antigo Palácio Vorontsov em São Petersburgo. Pouco depois, Paulo I decidiu construir uma residência de Verão para o príncipe conde prior da Ordem. Para a localização do palácio foi eleita Gatchina, onde Paulo I tinha uma residência, o Palácio de Gatchina.

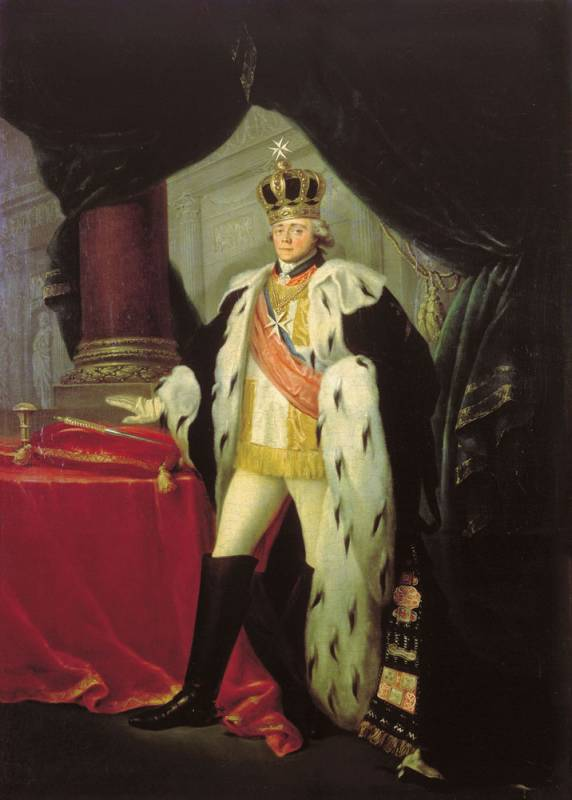
Retrato de Paulo I como Grão-Mestre da Ordem de Malta, por Salvador Tonchi

Antes da construção do palácio, Nikolay Lvov construiu várias estruturas com recurso à tecnologia zemlebita, incluindo, em 1797, a "cabana" para a favorita de Paulo I, Katerina Ivanovna Nelidova. A casa de recanto foi erguida por Lvov no jardim do Palácio de Gatchina, com recurso a elementos fundamentais dessa tecnologia, antes da construção do Priorado. Conhecedor da força das damas da corte a tentar furar guarda-chuvas e dos oficiais tentando destruir espadas,  depois de inspeccionar a construção, Paulo I propôs-se escolher o arquitecto e o local para construir o Priorado.
Os trabalhos preparatórios começaram no Outono de 1797. As paredes zemlebitas do palácio e dos edifícios anexos foram construídas em três meses: de 15 de Junho a 12 de Setembro de 1798. O custo dessas paredes foi de 2.000 rublos, enquanto o custo de paredes semelhantes em pedra seria de 25.000 rublos. O Priorado foi entregue ao imperador no dia 22 de Agosto de 1799 e concedido à Ordem de Malta no dia seguinte. Po essa altura, o imperador Paulo I era o Grão Mestre de facto, portanto, chefe da Ordem, tornando-se assim o proprietário pleno do Priorado. No dia 12 de Outubro de 1799, o Grão-Mestre recebeu no seu novo palácio dos Cavaleiros de Malta três antigas relíquias dos Hospitalários — um pedaço de madeira da Vera Cruz, a Nossa Senhora de Filermskaya
e a mão direita de João Batista (como memória deste acontecimento foi definido um feriado em 1800 — a transferência de Malta para Gatchina de parte da Santa Cruz). Em 1800, o imperador e os seus filhos Alexandre e Constantino permaneceram no palácio durante as comemorações.

### História posterior do Priorado

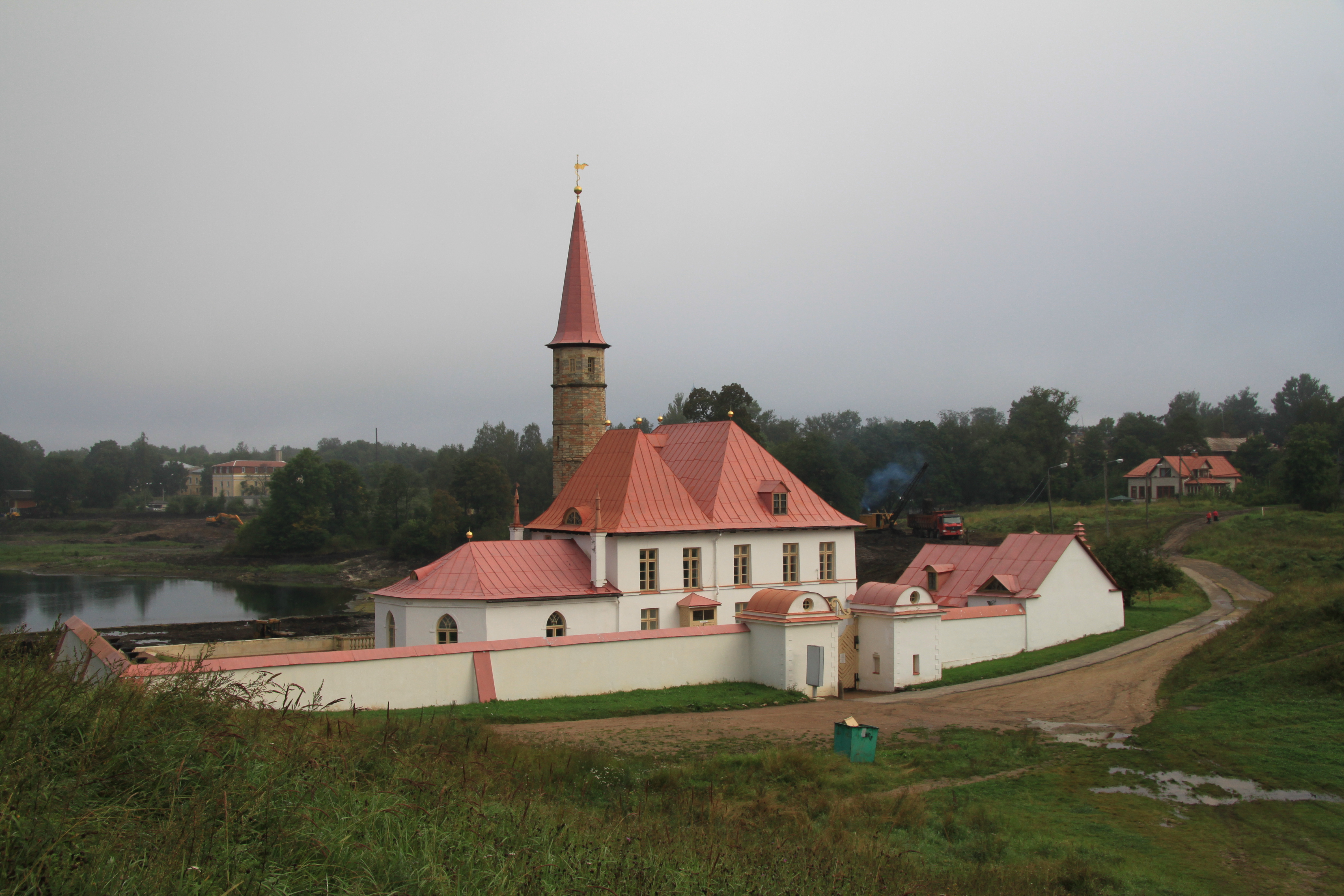
O Palácio do Priorado visto do lado da entrada.

O imperador Alexandre I — protector da Ordem — passou o Priorado para o tesouro do Estado. O palácio quase nunca era usado. Os membros da Família Imperial raramente visitaram o palácio para uns curtos períodos de repouso. Na década de 1820, com permissão da imperatriz Maria Feodorovna, a igreja luterana esteve temporariamente alojada no palácio. Na década de 1840, o imperador Nicolau I, por vezes, durante as manobras, disponibilizou o Priorado a generais. Foi no Palácio do Priorado que se deu o primeiro encontro com a princesa Maria de Hesse-Darmstadt, a noiva do príncipe Alexandre, futuro imperador Alexandre II.
O Palácio do Priorado foi representado nas suas pinturas por artistas como Taras Shevtchenko e Mstislav Dobujinski, entre outros.
Na década de 1880, o palácio foi reparado e parcialmente reconstruído para acomodar os cantores da corte. Foi instalada canalização e saneamento e reforçados os tectos. O Priorado foi adaptado para que ali habitassem cinquenta pessoas. Mais tarde, forneceu apartamentos para a corte.
No início do século XX começaram a organizar-se diversas exposições no palácio. Durante a Primeira Guerra Mundial, o edifício acolheu um hospital. Em 1924, o palácio era destino de excursões e, entre 1930 e 1940, serviu de local de recreio para os trabalhadores de algumas fábricas de Leninegrado (São Petersburgo).
O Palácio do Priorado sobreviveu à Segunda Guerra Mundial, apesar de parte do muro ter sido destruído. Depois da guerra passou a abrigar, primeiro, um departamento da construção militar, depois, a Câmara dos Pioneiros e estudantes e, de 1968 até ao início do restauro, o Museu de História Regional.
No início da década de 1980 começou o restauro do edifício, que ficou praticamente concluído em 2004, tendo o Palácio do Priorado sido aberto ao público.

## Características do palácio

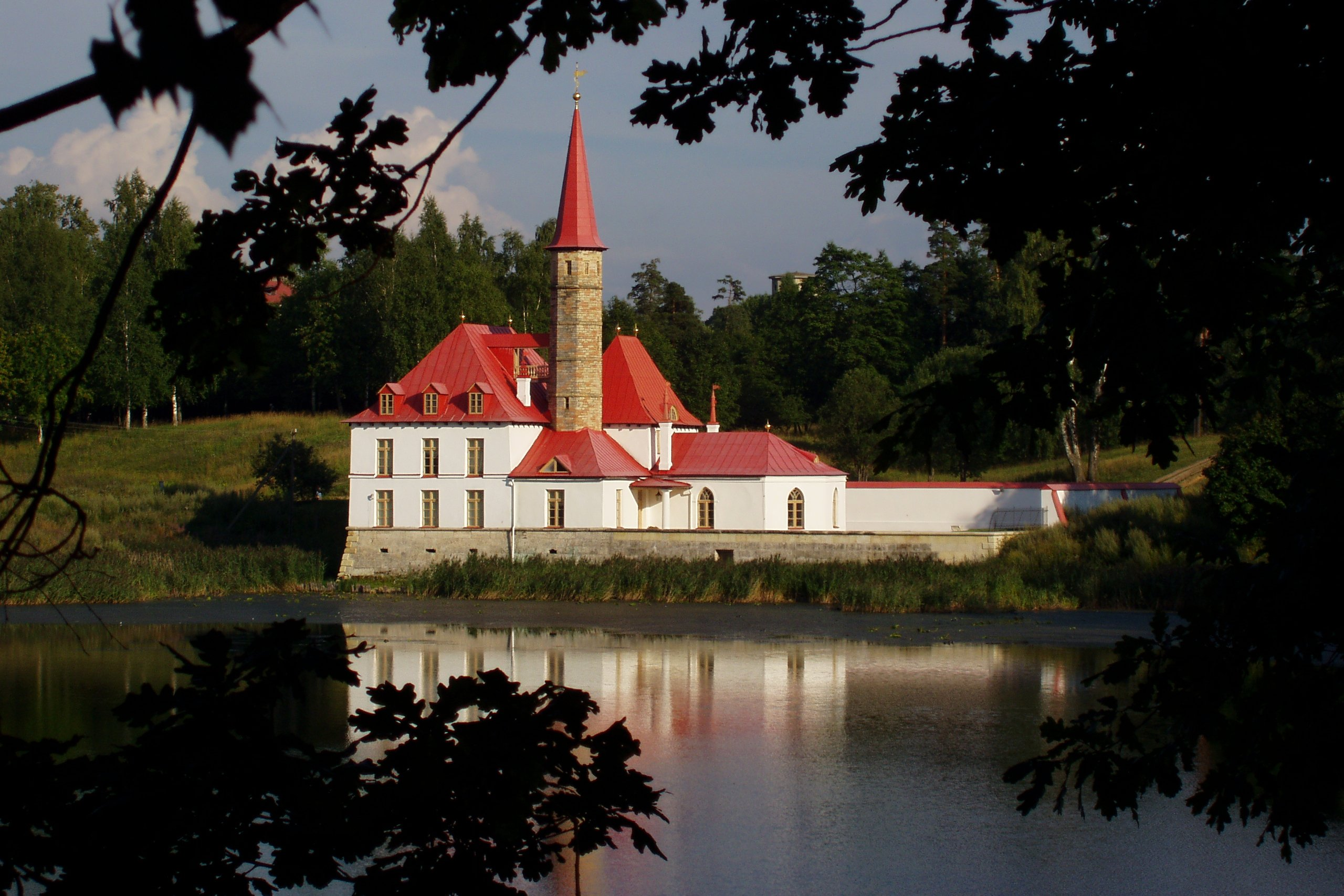
O Palácio do Priorado visto através do Lago Negro.

O Palácio do Priorado está situado na costa sudeste do Lago Negro. Mais tarde, o parque em que o lago se encontra também ficou conhecido como Priorado (antigamente era conhecido como "pequena menagerie").
O Palácio do Priorado não é tão luxuoso como os outros palácios dos subúrbios de São Petersburgo. A sua fama é determinada pela tecnologia de construção fora do comum e pela aparência original, uma incrível combinação do palácio com a paisagem circundante.
Este edifício é a única estrutura arquitectónica sobrevivente na Rússia construída, principalmente, em tecnologia zemlebita: camadas de limo compactado, impregnada com argamassa de cal. De acordo com esta tecnologia, foram construídas as paredes do palácio, a cerca e as construções anexas. O muro de retenção no lado do lago é feito na famosa pedra pudostskogo, com a qual foram revestidos muitos edifícios de Gatchina. A torre do palácio é construída em pedra paritskogo.
O palácio foi construído no estilo da arquitectura russa do último terço do século XVIII, chamada de "escola pré-romântica" (предромантическое направление). O edifício é uma imitação dos mosteiros católicos medievais: o papel de campanário desempenhado pela torre, todos os edifícios juntos num pátio e a parede em branco. O Priorado está localizado, assim como os mosteiros, num lugar isolado. O carácter mosnástico é enfatizado pela ascética decoração interior. O Priorado também se assemelha a um castelo medieval. Por outro lado, alguns dos detalhes do palácio são típicos do estilo classicista, nomeadamente a articulação horizontal das fachadas e tectos — a principal ornamentação das instalações do palácio.
Todos os pesquisadores notaram a precisão da localização do Priorado, uma composição original, caracterizada pela rejeição da simetria. A originalidade do palácio reside no facto de não haverem repetições, cada ponto de vista é novo. Visto do lado do Lado Negro, cria-se a ilusão que o palácio está situado numa ilha, com o muro de contenção anexo a dar-lhe as características de uma fortaleza; visto de sul, o Patriarcado tem semelhanças com uma capela gótica; a fachada norte aparece como se crescesse para fora de água; da entrada principal parece uma propriedade rural. O edifício da cozinha foi feito com a forma das casas russas.

## Lendas do Priorado
Como acontece com muitos destes edifícios, existem várias lendas em volta do priorado. A mais famosa fala duma passagem subterrânea que ligaria o Palácio do Priorado ao Palácio de Gatchina. Curiosamente, durante os trabalhos de fortalecimento das fundações, os restauradores tropeçaram numa passagem subterrânea revestida de pedra. O percurso atinge a altura humana no início e diminui gradualmente. O túnel não foi plenamente realizado e o seu propósito é desconhecido. Acredita-se que o túnel faz parte das comunicações subterrâneas de Gatchina, as quais ainda não foram investigadas.